# Фрасинело Монферато
Фрасинѐло Монфера̀то (на италиански: Frassinello Monferrato; на пиемонтски: Frassiné Monfrà, Фрасине Монфъра) е село и община в Северна Италия, провинция Алесандрия, регион Пиемонт. Разположено е на 261 m надморска височина. Населението на общината е 549 души (към 2010 г.).